# Amber Hearn
Amber Liarnie Rose Hearn (Henderson (Nova Zelândia), 28 de novembro de 1984) é uma futebolista profissional neozelandesa que atua como atacante.

## Carreira
Amber Hearn fez parte do elenco da Seleção Neozelandesa de Futebol Feminino em três Olimpíadas (2008, 2012 e 2016) e duas Copas do Mundo (2011 e 2015).